# الأرض الملوثة

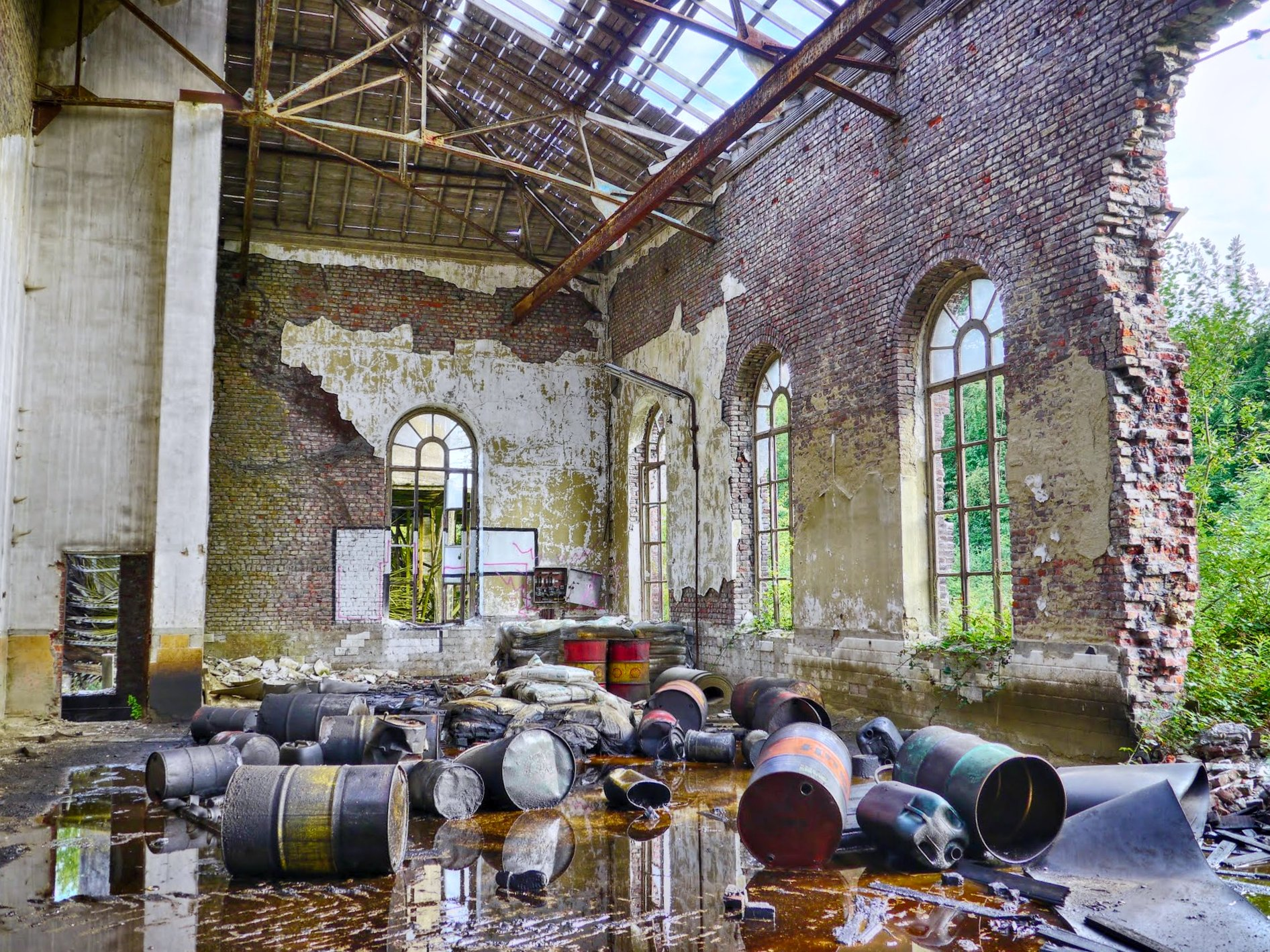

الأراضي الملوثة تحتوي موادًا ملوثة داخلها أو تحتها ومن المحتمل أن تسبب خطورة بالفعل على الصحة أو البيئة. سيكون لدى المناطق صاحبة التاريخ الطويل في الإنتاج الصناعي العديد من المواقع التي قد تتأثر بالاستخدامات السابقة لهذه الأراضي مثل التعدين والصناعة والمواد الكيميائية وتسرب النفط والتخلص من النفايات. تُعرف هذه المواقع على أنها أرض المشروعات الصناعية
قد يحدث التلوث بصورة طبيعية نتيجة لجيولوجيا المنطقة أو عن طريق الاستخدام الزراعي.

## إنجلترا وويلز واسكتلندا
لا يوجد حاليًا أي تشريع محدد في أيرلندا الشمالية يغطي كيفية التعامل مع الأراضي الملوثة.
تم وضع شرط على جميع الهيئات المحلية في إنجلترا وويلز واسكتلندا للتحقق من المواقع التي قد تكون ملوثة وعند الحاجة، للتأكد من أن علاجها سيكون من جانب مؤسسة المراجعين الداخليين في قانون حماية البيئة لعام 1990

### التعريف القانوني
تحدد المادة 78أ (2) من قانون حماية البيئة لعام 1990 «الأراضي الملوثة» على النحو التالي:
«الأرض الملوثة» هي أي أرض تبدو للسلطة المحلية المشرفة على المنطقة التي تقع فيها هذه الأرض أنها في حالة تلوث، بسبب المواد الموجودة في أو على أو تحت الأرض، ويثبت-
(أ) الضرر الجسيم الذي تسببه هذه الأرض أو الاحتمالية الكبيرة للتسبب في مثل الضرر الجسيم هذا؛ أو
(ب) التلوث الكبير للمياه الموجودة ضمن إطار التحكم أو وجود احتمالية كبيرة لحدوث مثل هذا التلوث;
تقرير الأراضي الملوثة (CLR) هو سلسة من المستندات التي أعدتها هيئة البيئة والغذاء والشؤون الريفية ووكالة البيئة لتزويد المنظمين بـ«معلومات ذات صلة وملائمة وموثوقة وعلمية وتقديم المشورة في تقييم مخاطر التلوث في التربة»
أصدرت وكالة البيئة عددًا من القيم الإرشادية بخصوص التربة (SGVs) التي، بينما لا تكون ملزمة، يمكن استخدامها على أنها قيم استرشادية في تقييم المخاطر البيئية للأراضي ووضع أهداف المعالجة. ويجب تطبيقها فقط على تقييمات صحة الإنسان.